# Тиманн, Кеннет Вивиан
Кеннет Вивиан Тиманн (англ. Kenneth Vivian Thimann; 5 августа 1904, Ашфорд, Великобритания — 15 января 1997, Хейверфорд, Пенсильвания, США) — американский и английский биохимик и физиолог растений, а также преподаватель и научный издатель.

## Биография
Родился 5 августа 1904 года в Ашфорде. В 1919 году в возрасте всего лишь 14-ти лет поступил в Лондонский университет, который он окончил в 1924 году.  С 1924 по 1926 год работал там же научным сотрудником. В 1926 году устроился на работу в Королевский женский колледж в качестве преподавателя и проработал вплоть до 1930 года. В 1930 году переехал в США и тут же устроился на работу в Калифорнийский технологический институт в Пасадине и проработал вплоть до 1935 года. В 1935 году устроился на работу в Гарвардский университет и преподавал вплоть до 1965 года, одновременно с этим в 1946 году был избран профессором биологии там же. С 1965 по 1972 год занимал должность ректора Краун-Колледжа в Санта-Крузе, с 1972 по 1997 год являлся заслуженным профессором биологии там же.
Скончался 15 января 1997 года в Хейверфорде.

## Научные работы
Основные научные работы посвящены выяснению роли фитогормонов и природных ингибиторов в ростовых и физиолого-биохимических процессах растений.
- 1934 — совместно с Ф. В. Вентом и Ф. Скугом показал влияние ауксинов на коррелятивные взаимоотношения органов, органообразование и апикальное доминирование побега растений.
- 1935 — выделил в чистом виде β-индолилуксусную кислоту из растительных материалов.
- 1953 — совместно с Б. Р. Стоувом идентифицировал индолилпировиноградную кислоту.
- Исследовал действие света и силы тяжести на развитие высших и низших растений и на образование антицианов.
- Одним из первых раскрыл химическую природу ауксина.

## Издательская деятельность
Был известен также как издатель научных журналов.
- Витамины и гормоны (1943—62).
- Гормоны (1948—63).

## Членство в обществах
- Член Американской академии искусств и наук
- Член Германской академии естествоиспытателей «Леопольдина»
- Член Национальной академии наук США (1948)[4]
- Иностранный член Лондонского королевского общества (1969)[5]
- Иностранный член Французской академии наук (1978)[6]
- Член Американского общества физиологов растений (президент в 1950-51 годах[7])
- Член ряда других научных обществ США

## Награды и премии
- 1982 — Премия Бальцана.
- Стипендия Гуггенхайма.